# Reedukacja
Reedukacja – zespół działań mających na celu przywrócenie jednostce ludzkiej posiadanych wcześniej umiejętności. 
Reedukacja jest rozumiana różnie w różnych obszarach działania. W resocjalizacji osoby dorosłej, jest to proces wpajania jednostce niezbędnych umiejętności potrzebnych w życiu, w tym w życiu społecznym, a także przekształcenie osobowości oraz przekazywanie prawidłowego systemu wartości, norm, jak również wzorców kulturowych. Czesław Czapów i Stanisław Jedlewski wprowadzili pojęcie resocjalizującej reedukacji. Rozumieli przez nie proces uczenia się, w trakcie którego osoby uczestniczące podlegają zmianom o tyle, że eliminowane są ich niepożądane nawyki, stanowiące źródło destruktywnych ustosunkowań (antagonistycznych w stosunku do oczekiwań społecznych). W kontekście resocjalizacyjnym reedukacja według Słownika Języka Polskiego PWN to wszelkie działania wychowawcze podejmowane względem przestępców lub osób w różny sposób uzależnionych, które mają przystosować ich do życia w społeczeństwie po odbyciu kary albo ukończeniu stosownego leczenia. Reedukacja w pedagogice w przeszłości oznaczała również ćwiczenia i treningi mające na celu przywrócenie sprawności fizycznej chorym oraz rekonwalescentom – ogół specjalnych działań pedagogicznych, nastawionych na rozwijanie nierozwiniętych lub usprawnianie zaburzonych funkcji (ruchowych, słuchowych, wzrokowych). Z uwagi na fakt, że w wielu przypadkach funkcje te nie mogły być przywracane, ponieważ wcześniej nie istniały, obecnie w kontekście pedagogicznym, stosuje się pojęcie terapii pedagogicznej.